# Dominique Doncre
 (janvier 2014).
Si vous disposez d'ouvrages ou d'articles de référence ou si vous connaissez des sites web de qualité traitant du thème abordé ici, merci de compléter l'article en donnant les références utiles à sa vérifiabilité et en les liant à la section « Notes et références ».
Guillaume-Dominique-Jacques Doncre, né le 28 mars 1743 à Zegerscappel et mort le 11 mars 1820 à Arras, est un peintre français.
Doncre fut reçu bourgeois d’Arras en 1772. Il aborda tous les genres, tels que la décoration et la miniature.